# Valeria Maximilla
Valeria Maximilla (n. 280 d.Hr. – d. 312 d.Hr.) a fost o împărăteasă romană, în calitate de soție a împăratului Maxentius (306-312).

## Biografie
Era fiica împăratului Galerius și a primei sale soții, al cărei nume nu este cunoscut. S-a căsătorit cu Maxentius în jurul anului 293 (nu se cunoaște data exactă) în ceea ce a fost probabil o încercare de a stabili o alianță între familiile lui Galerius (împărat în partea estică a imperiului) și Maximian (tatăl lui Maxentius și împărat în partea vestică a imperiului). Ea a născut doi fii: cel mai mare, Valerius Romulus, s-a născut în jurul anului 295; numele celuilalt fiu nu este menționat nicăieri, dar el ar putea fi Aurelius Valerius, care a fost executat în 312. Ca fiică a împăratului a purtat titlul nobilissima femina.
Soțul ei a fost aclamat împărat în octombrie 306 împotriva dorinței tatălui Valeriei Maximilla, care a încercat să-l răstoarne pe uzurpator în anul 307, dar fără succes. Maxentius a rămas conducătorul Romei, Italiei și Africii până în 312, când Constantin I a invadat Italia. Valeria și soțul ei erau împreună înainte de Bătălia de la Podul Milvius, când ea dispare din cronicile istorice. Soarta ei nu este cunoscută. Fiul lor, Romulus, a murit în anul 309.
Portretul Valeriei Maximilla nu apare pe niciuna dintre monedele emise în timpul domniei lui Maxentius, dar ea ar putea fi persoana reprezentată într-o sculptură fără față, păstrată acum în Muzeele Capitoline. Dacă acea statuie este a Valeriei Maximilla, ea a fost probabil desfigurată după înlăturarea de pe tron a soțului ei, când propriile lui reprezentări au fost, de asemenea, desfigurate.
Maximilla poate fi regina fără nume care apare în hagiografia Sfintei Ecaterina a Alexandriei scrisă de Jacoppo da Voragine (una dintre poveștile incluse în cartea Legenda aurea). În această poveste, regina s-a convertit la creștinism după întâlnirea cu Ecaterina, iar amândouă au fost apoi torturate și executate de Maxentius, prezentat aici ca un persecutor al creștinilor.